# Agenzia nazionale per i servizi sanitari regionali
L'Agenzia nazionale per i servizi sanitari regionali (abbreviato Agenas) è un ente pubblico non economico di rilievo nazionale, che svolge una funzione di supporto tecnico e operativo alle politiche di governo dei servizi sanitari di Stato e Regioni, attraverso attività di ricerca, monitoraggio, valutazione, formazione e innovazione.

## Compiti
Istituita con decreto legislativo 30 giugno 1993, n.266 e successive modificazioni, e sottoposta alla vigilanza del Ministero della salute, l'Agenas svolge i compiti individuati dalla Conferenza Unificata, nonché ogni altro compito previsto da specifiche norme.
Interessata da due interventi di riorganizzazione, il primo nel 2012  e il più recente con la legge di bilancio per il 2018, l'Agenas ha consolidato nel tempo la sua missione, di cui è espressione il nuovo statuto approvato il 18 maggio 2018, che la vede "organo tecnico-scientifico del Servizio Sanitario Nazionale che svolge attività di ricerca e supporto nei confronti del Ministro della salute, delle Regioni e delle Province autonome di Trento e Bolzano" .
Punto di raccordo tra il livello centrale, regionale e aziendale, l'Agenas supporta, sul piano tecnico-operativo, le Regioni e le singole aziende sanitarie in ambito organizzativo, gestionale, economico, finanziario e contabile, in tema di efficacia degli interventi sanitari, nonché di qualità, sicurezza e umanizzazione delle cure.
Agenas rileva, con propria metodologia, e pubblica sul proprio portale statistico numerose statistiche, tra cui quelle sulle performance delle aziende ospedaliere.
All'Agenas è affidata la gestione del programma nazionale di Educazione continua in medicina (ECM).

## Organizzazione
L'Agenzia nazionale per i servizi sanitari regionali è un ente con personalità giuridica di diritto pubblico, sottoposto alla vigilanza del Ministero della salute. 
Sono organi dell'Agenzia:
- il presidente
- il consiglio di amministrazione
- il collegio dei revisori dei conti

L'organizzazione dell'Agenzia, al cui vertice gestionale si colloca il direttore generale, si compone delle seguenti strutture, con i seguenti compiti:
- Coordinamento Area Amministrativa:
  - Risorse umane, trattamento giuridico ed economico del personale
  - Bilancio, contabilità e controllo di gestione
  - Beni e servizi e patrimonio
  - ICT, gestione dei servizi tecnici e della logistica
- Coordinamento Area tecnico-scientifica:
  - Analisi e monitoraggio delle performance dei servizi sanitari a supporto del Ministero della salute, delle Regioni e degli Enti del SSN
  - Qualità, sicurezza, buone pratiche ed umanizzazione delle cure
  - Revisione e monitoraggio delle reti cliniche e sviluppo organizzativo
  - HTA: innovazione e sviluppo a supporto delle Regioni
  - Ricerca e rapporti internazionali
- Affari generali e legali
- Comunicazione e relazioni esterne
- Formazione e supporto al programma nazionale ECM

### Presidente
I presidenti dell'Agenzia che si sono susseguiti sono:
- Manuela Lanzarin, Presidente facente funzioni 10/2024 - 04/2025
- Enrico Coscioni, Presidente 10/2020 - 10/2024
- Domenico Mantoan, Commissario straordinario 10/06/2020 - 28/10/2020
- Giacomo Bazzoni, Presidente facente funzioni 3/2019 - 5/2020
- Stefano De Lillo, Presidente facente funzioni 1/2019 - 2/2019
- Luca Coletto, 7/2016 - 12/2018
- Giuseppe Zuccatelli, 10/2014 - 6/2016
- Giovanni Bissoni, 3/2012 - 9/2014
- Giuseppe Zuccatelli, 12/2011 - 2/2012
- Renato Balduzzi, 2/2007 - 11/2011
- Franco Toniolo, 1999 - 2005

### Direttore generale
I direttori generali dell'Agenzia che si sono susseguiti sono:
- Domenico Mantoan, 28/10/2020 - 31/12/2024
- Domenico Mantoan, commissario straordinario 10/06/2020 - 28/10/2020
- Maria Cristina Giani, direttore Generale facente funzioni 1/2020 - 5/2020
- Francesco Bevere, 8/2014 - 12/2019
- Achille Iachino, direttore generale facente funzioni 3/2014 - 7/2014
- Fulvio Moirano, 3/2009 - 3/2014
- Aldo Ancona, 01/2007  - 12/2008
- Laura Pellegrini, 2001 - 2006
- Francesco Taroni, 1999-2000
- Elio Guzzanti, 1996 - 1998

## Riferimenti normativi
- Decreto legislativo 28 agosto 1997, n. 281 recante: "Definizione ed ampliamento delle attribuzioni della Conferenza permanente per i rapporti tra lo Stato, le regioni e le province autonome di Trento e Bolzano ed unificazione, per le materie ed i compiti di interesse comune delle regioni, delle province e dei comuni, con la Conferenza Stato - città ed autonomie locali"
- Decreto legislativo 31 marzo 1998, n. 115 recante: "Completamento del riordino dell'Agenzia per i servizi sanitari regionali, a norma degli articoli 1 e 3, comma 1, lettera c), della legge 15 marzo 1997, n. 59"
- Legge 23 dicembre 1998, n. 448 recante: "Misure di finanza pubblica per la stabilizzazione e lo sviluppo"
- Decreto legislativo 19 giugno 1999, n. 229 recante: "Norme per la razionalizzazione del Servizio sanitario nazionale, a norma dell'articolo 1 della legge 30 novembre 1998, n. 419"
- Decreto legge 19 febbraio 2001, n.17 recante: "Interventi per il ripiano dei disavanzi del Servizio sanitario nazionale al 31 dicembre 1999, nonché per garantire la funzionalità dell'Agenzia per i servizi sanitari regionali"
- Legge 3 agosto 2001, n. 317 recante: "Conversione in legge, con modificazioni, del decreto-legge 12 giugno 2001, n. 217, recante modificazioni al decreto legislativo 30 luglio 1999, n. 300, nonché alla legge 23 agosto 1988, n. 400, in materia di organizzazione del Governo"
- Legge 30 dicembre 2004, n. 311 recante: "Disposizioni per la formazione del bilancio annuale e pluriennale dello Stato (legge finanziaria 2005)"
- Legge 23 dicembre 2005, n. 266 recante: "Disposizioni per la formazione del bilancio annuale e pluriennale dello Stato (legge finanziaria 2006)"
- Conferenza permanente per i rapporti tra lo Stato le Regioni e le Province Autonome di Trento e Bolzano - Intesa del 23 marzo 2005, ai sensi dell'articolo 8, comma 6, della legge 5 giugno 2003, n. 131, in attuazione dell'articolo 1, comma 173, della legge 30 dicembre 2004, n. 311
- Legge 27 dicembre 2006, n. 296 recante: "Disposizioni per la formazione del bilancio annuale e pluriennale dello Stato" (legge finanziaria 2007)
- Legge 24 dicembre 2007, n. 244 recante: "Disposizioni per la formazione del bilancio annuale e pluriennale dello Stato (legge finanziaria 2008)
- Legge 23 dicembre 2009, n. 191 recante: "Disposizioni per la formazione del bilancio annuale e pluriennale dello Stato (legge finanziaria 2010)"
- Legge 15 marzo 2010, n. 38 recante: "Disposizioni per garantire l'accesso alle cure palliative e alla terapia del dolore"
- Decreto legge 6 luglio 2011, n. 98 recante: "Disposizioni urgenti per la stabilizzazione finanziaria", convertito con modificazioni, dalla legge 15 luglio 2011, n. 111
- Decreto legge 13 agosto 2011, n. 138 recante: "Ulteriori misure urgenti per la stabilizzazione finanziaria e per lo sviluppo", convertito con modificazioni dalla legge 14 settembre 2011, n. 148
- Decreto legge 13 settembre 2012, n.158 recante: "Disposizioni urgenti per promuovere lo sviluppo del Paese mediante un più alto livello di tutela della salute", convertito, con modificazioni, dalla legge 8 novembre 2012, n. 189
- Decreto legislativo 28 giugno 2012, n. 106 recante: "Riorganizzazione degli enti vigilati dal Ministero della salute, a norma dell'articolo 2 della legge 4 novembre 2010, n. 183"
- Decreto legge 6 luglio 2012, n. 95 recante "Disposizioni urgenti per la revisione della spesa pubblica con invarianza dei servizi ai cittadini", convertito, con modificazioni, dalla legge 7 agosto 2012, n. 135
- Legge 27 dicembre 2013, n. 147 recante: "Disposizioni per la formazione del bilancio annuale e pluriennale dello Stato (Legge di stabilità 2014)"
- Legge 23 dicembre 2014, n. 190 recante: "Disposizioni per la formazione del bilancio annuale e pluriennale dello Stato (Legge di stabilità 2015)"
- Legge 28 dicembre 2015, n. 208, "Disposizioni per la formazione del bilancio annuale e pluriennale dello Stato (Legge di stabilità 2016)"

COMPITI DELL'AGENAS ATTRIBUITI DAL PATTO PER LA SALUTE E DAL REGOLAMENTO DEGLI STANDARD OSPEDALIERI 
- Patto per la salute 2006 - 2008. Intesa del 5 ottobre 2006 in sede di Conferenza permanente per i rapporti tra lo Stato, le Regioni e le Province Autonome di Trento e di Bolzano
- Patto per la salute 2010 - 2012. Intesa del 3 dicembre 2009 in sede di Conferenza permanente per i rapporti tra lo Stato, le Regioni e le Province Autonome di Trento e di Bolzano
- Patto per la salute 2014 - 2016. Intesa del 10 luglio 2014 in sede di Conferenza permanente per i rapporti tra lo Stato, le Regioni e le Province Autonome di Trento e di Bolzano
- Decreto 2 aprile 2015, n. 70 - Regolamento recante definizione degli standard qualitativi, strutturali, tecnologici e quantitativi relativi all'assistenza ospedaliera

INDIRIZZI PER L'ATTIVITA' DELL'Agenas
- Conferenza unificata n. 199/C.U. del 16 dicembre 1999
- Conferenza unificata n. 662/C.U. del 19 giugno 2003
- Conferenza unificata n. 73/C.U. del 20 settembre 2007
- Consiglio di amministrazione AGENAS n. 11 del 26 giugno 2012
- Consiglio di amministrazione AGENAS n. 7 del 19 marzo 2015

## Pubblicazioni
- Ogni anno l'Agenas pubblica il rapporto "Programma nazionale esiti" che riporta la classifica dei migliori ospedali d'Italia per area d'intervento.[6][7]